# Toyoko Yoshino

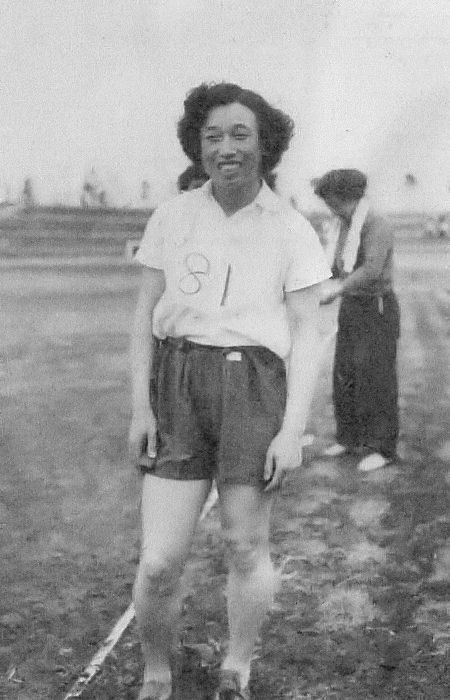
Toyoko Yoshino, 1952

Toyoko Yoshino (jap. 吉野 トヨ子, Yoshino Toyoko; * 23. April 1920 in Abashiri; † 24. Januar 2015 in Kawaguchi) war eine japanische Diskuswerferin, Kugelstoßerin und Speerwerferin.
Bei den Asienspielen 1951 in Neu-Delhi gelang ihr ein Dreifachsieg im Diskuswurf, Kugelstoßen und Speerwurf. 1952 wurde sie bei den Olympischen Spielen in Helsinki Vierte im Diskuswurf. 
1954 verteidigte sie bei den Asienspielen in Manila ihre Titel im Diskuswurf und Kugelstoßen. Bei den Olympischen Spielen 1956 in Melbourne schied sie im Diskuswurf in der Qualifikation aus.
Ihre persönliche Bestleistung im Diskuswurf von 48,30 m stellte sie am 30. April 1956 in Urawa auf.